# Tanaka Masaki
Masaki Tanaka (sinh ngày 27 tháng 3 năm 1991) là một cầu thủ bóng đá người Nhật Bản.

## Sự nghiệp câu lạc bộ
Masaki Tanaka đã từng chơi cho Giravanz Kitakyushu, Matsue City FC và Veertien Mie.